# 犬飼千歳道路
犬飼千歳道路（いぬかいちとせどうろ）は、大分県豊後大野市犬飼町から同市千歳町に至る延長4.3 kmの国道57号バイパスである。地域高規格道路である中九州横断道路を構成する道路。2007年3月に全線開通した。自動車専用道路である。

## 概要
- 起点：大分県豊後大野市犬飼町下津尾
- 終点：大分県豊後大野市千歳町新殿
- 全長：4.3 km
- 規格：第1種第3級
- 道路幅員：20.5 m
- 車線数：暫定2車線
- 設計速度：80 km/h

## 沿革
- 2005年4月13日：一般国道57号改築工事（中九州横断道路「犬飼千歳道路及び千歳大野道路」新設工事・犬飼インターチェンジから大野インターチェンジまで）並びにこれに伴う町道及び村道付替工事について国土交通大臣より土地収用法に基づく事業認定が公示される[1]。
- 2007年3月18日：全線開通

## インターチェンジ
- 犬飼IC
- 千歳IC